# Dendropsophus bipunctatus
Dendropsophus bipunctatus és una espècie de granota endèmica del Brasil.
Habita els boscos tropicals o subtropicals secs, zones de matolls, prats inundats parcialment, corrents intermitents d'aigua, aiguamolls d'aigua dolça, pastures i estanys.